# 4922-es mellékút (Magyarország)
A 4922-es mellékút egy csaknem 15 kilométeres hosszúságú, négy számjegyű mellékút Szabolcs-Szatmár-Bereg vármegye keleti részén, a román határ közelében. Győrtelektől húzódik Fábiánháza déli határszéléig; Nagyecsed legfontosabb közúti megközelítési útvonala. 
Vonalvezetését tekintve javarészt északkelet-délnyugati irányú, bár Nagyecsed egyes részein kelet-nyugati irányú. Az út minősége közepes. Az első 5 km-t 2022-ben felújították.

## Nyomvonala
Győrtelek belterületének délkeleti részén ágazik ki a 49-es főútból, annak a 29+350-es kilométerszelvénye közelében, dél-délnyugat felé, Szabolcsi építők útja néven. Nagyjából fél kilométer után keresztezi a Mátészalka–Csenger-vasútvonal vágányait, Győrtelek alsó megállóhely térségének nyugati széle mellett, előtte még kiágazik belőle délkelet felé 49 335-ös számú mellékút a megálló kiszolgálására. A folytatásban már Ecsedi út a települési neve, és kevéssel az első kilométere után maga mögött is hagyja a település utolsó házait.
A 3+550-es kilométerszelvénye közelében szeli át Nagyecsed határszélét, első házait kevéssel a hetedik kilométere előtt éri el. Települési neve a központig – többé-kevésbé nyugati irányban húzódva – Rákóczi Ferenc utca, majd ott délebbnek fordul és Árpád utca lesz a neve. 9,1 kilométer után újból nyugatnak fordulva átszeli a Kraszna folyását, majd ismét délnek veszi az irányt, észak felé pedig kiágazik belőle a 49 333-as számú mellékút a Mátészalka–Nagykároly-vasútvonal Nagyecsed vasútállomása felé.
Ezután egy darabig a folyó és a vasút között húzódik, majd kissé nyugatabbnak fordulva keresztezi a vágányokat. A 9+550-es kilométerszelvénye táján beletorkollik nyugat felől a 4921-es út, a folytatásban a Szatmári utca nevet viseli, a belterület déli széléig, amit kevéssel 10,5 kilométer után ér el. Hátralévő szakaszán jobbára Fábiánháza és Tiborszállás határát kíséri, lakott területeket már nemigen érintve, ez alól kivétel a Fábiánházához tartozó Előtelek településrész, amely mellett a 12. és 13. kilométerei között húzódik. Legutolsó méterein még elhalad a két előbbi település és Mérk hármashatára mellett is, majd véget is ér, beletorkollva a 4918-as útba, annak a 15+350-es kilométerszelvénye közelében.
Teljes hossza, az országos közutak térképes nyilvántartását szolgáló kira.kozut.hu adatbázisa szerint 14,968 kilométer.

## Története
A Kartográfiai Vállalat 1990-ben megjelentetett Magyarország autóatlasza szinte teljes hosszában kiépített, pormentes útként jelöli, leszámítva az urai elágazás és a határ közti szakaszt, amelyet az atlasz csak portalanított útként szerepeltet.
Az 5. és 7. kilométerszelvények közötti rész 2014 elején kapott teljes felújítást.

## Települések az út mentén
- Győrtelek
- Nagyecsed
- Fábiánháza-Előtelek
- (Tiborszállás)
- (Mérk)